# Romanisatie van het Oekraïens
Onder romanisatie wordt verstaan: de weergave in het Latijnse schrift van een taal, die oorspronkelijk in een ander schrift geschreven wordt. In het geval van het Oekraïens is dat een eigen variant van het cyrillisch, die enkele opvallende verschillen vertoont met die van het Russisch. Het doel van romanisatie is de taal leesbaar te maken voor mensen die het cyrillische schrift niet beheersen, maar ook om Oekraïens te kunnen schrijven op een computer die niet met het Oekraïense schrift kan omgaan.
Met name in de 19e eeuw zijn er ook pogingen gedaan om het cyrillische schrift te vervangen door een variant van het Latijnse schrift als officiële Oekraïense orthografie. Zie hiervoor het artikel Oekraïens Latijns alfabet. 

## Transcriptie/transliteratie
Er zijn twee wegen waarlangs tot een romanisatie kan worden gekomen: door middel van transcriptie en door middel van transliteratie. Sommige systemen zijn een mengvorm tussen de twee.
- Transcriptie is zowel gebaseerd op de uitspraak van het Oekraïens als op de (verwachte) uitspraak door de doelgroep. De zogenaamde nationale of populaire transcripties zijn per definitie taalgebonden: zo wordt de naam Грушевський in de Nederlandse populaire transcriptie weergegeven als Hroesjevsky, in de Engelse als Hrushevsky, in de Duitse als Hruschewsky, in de Franse als Hrouchevsky, enz. Dergelijke transcripties worden veel gebruikt in zaken als kranten, tijdschriften, encyclopedieën en atlassen. Het is aan de hand van deze transcripties vaak niet mogelijk de oorspronkelijke Oekraïense versie zonder kennis van de taal eenduidig te reconstrueren.
- Transliteratie baseert zich niet op de uitspraak, maar op de schrijfwijze. Het doel is een correcte weergave te geven van het geschreven Oekraïens. Transliteraties worden meestal gebruikt in wetenschappelijke kringen, in vakliteratuur, in bibliotheken en dergelijke. In tegenstelling tot transcripties speelt in het geval van transliteraties de taal van de doelgroep niet of nauwelijks een rol.

## Romanisatiesystemen
De volgende romanisatiesystemen van het Oekraïens komen in het Nederlands regelmatig voor. Sommige van deze systemen worden periodiek gewijzigd, zijn aan ontwikkeling onderhevig of kennen verschillende variaties.
- National 1996 is het officiële systeem, dat zowel door Oekraïne zelf in zijn buitenlandse contacten als door de Verenigde Naties wordt gehanteerd. Het wordt veel gebruikt voor het weergeven van Oekraïense geografische namen, die voor 1991 vrijwel uitsluitend onder hun Russische naam bekend stonden. Dit systeem is grotendeels gebaseerd op de Engelse spelling en vertoont dan ook veel overeenkomsten met de Engelse populaire transcriptie.
- De Internationale Wetenschappelijke Transcriptie, die eigenlijk meer een op het Tsjechisch en het Kroatisch gebaseerde transliteratie is, wordt vooral door taalkundigen gebruikt in publicaties over de Slavische talen. Zij dateert uit de negentiende eeuw, toen ze werd opgetekend in de Preußische Instruktionen (PI), die richtlijnen bevatten voor bibliotheken.
- ISO 9:1995 is de recentste standaard van de ISO en vertegenwoordigt een extreme vorm van transliteratie: elke Cyrillische letter wordt weergegeven door één Latijnse letter. Daarbij wordt geen onderscheid gemaakt tussen de talen: de Г, die in het Russisch als /g/ wordt uitgesproken en in het Oekraïens als /h/, wordt altijd getranslitereerd als G. Hoewel het een zeer betrouwbare een-op-een-transliteratie is, wordt het systeem weinig gebruikt.
- Diverse populaire transcripties dienen om een zo betrouwbaar mogelijke benadering te geven van de Oekraïense uitspraak in een specifieke doeltaal. Populaire transcripties worden zeer veel gebruikt en zijn per definitie taalgebonden. Ook het Nederlands heeft een eigen populaire transcriptie van het Oekraïens. Wel worden – dikwijls door onwetendheid van schrijvers – in Nederlandse teksten ook regelmatig Engelse, Duitse en/of andere populaire transcripties gebruikt, soms ook door elkaar.
- Het Internationaal Fonetisch Alfabet (IPA) dient om de uitspraak van een taal zo exact mogelijk weer te geven. Dit systeem, dat vooral wordt gebruikt in woordenboeken en taalkundige publicaties, is strikt genomen geen romanisatie, aangezien het IPA niet uitsluitend een Latijns schrift is.

| Cyrillisch | Nationaal¹ | Wetenschappelijk | ISO 9:1995 | Nederlands | Engels | Duits   | Frans | IPA        |
| ---------- | ---------- | ---------------- | ---------- | ---------- | ------ | ------- | ----- | ---------- |
| А а        | a          | a                | a          | a          | a      | a       | a     | [ʌ]        |
| Б б        | b          | b                | b          | b          | b      | b       | b     | [b]        |
| В в        | v          | v                | v          | v          | v      | w       | v     | [v] of [w] |
| Г г        | h, gh²     | h                | g          | h          | h      | h       | h     | [ɦ]        |
| Ґ ґ        | g          | g                | g̀          | g          | g      | g       | g     | [g]        |
| Д д        | d          | d                | d          | d          | d      | d       | d     | [d]        |
| Е е        | e          | e                | e          | e          | e      | e       | e     | [e]        |
| Є є        | ie, ye³    | je               | ê          | je         | ye     | je      | ie    | [je]       |
| Ж ж        | zh         | ž                | ž          | zj         | zh     | sh      | j     | [ʒ]        |
| З з        | z          | z                | z          | z          | z      | s       | z     | [z]        |
| И и        | y          | y                | i          | y          | y      | y       | y     | [ɪ]        |
| І і        | i          | i                | ì          | i          | i      | i       | i     | [i]        |
| Ї ї        | i, yi³     | ji               | ï          | ji         | yi     | ji      | ï, yi | [ji]       |
| Й й        | i, y³      | j                | j          | j          | y      | j       | i     | [j]        |
| К к        | k          | k                | k          | k          | k      | k       | k     | [k]        |
| Л л        | l          | l                | l          | l          | l      | l       | l     | [l]        |
| М м        | m          | m                | m          | m          | m      | m       | m     | [m]        |
| Н н        | n          | n                | n          | n          | n      | n       | n     | [n]        |
| О о        | o          | o                | o          | o          | o      | o       | o     | [o]        |
| П п        | p          | p                | p          | p          | p      | p       | p     | [p]        |
| Р р        | r          | r                | r          | r          | r      | r       | r     | [r]        |
| С с        | s          | s                | s          | s          | s      | s, ss   | s     | [s]        |
| Т т        | t          | t                | t          | t          | t      | t       | t     | [t]        |
| У у        | u          | u                | u          | oe         | u      | u       | ou    | [u]        |
| Ф ф        | f          | f                | f          | f          | f      | f       | f     | [f]        |
| Х х        | kh         | x                | h          | ch         | kh     | ch      | kh    | [x]        |
| Ц ц        | ts         | c                | c          | ts         | ts     | z       | ts    | [ts]       |
| Ч ч        | ch         | č                | č          | tsj        | ch     | tsch    | tch   | [ʧ]        |
| Ш ш        | sh         | š                | š          | sj         | sh     | sch     | ch    | [ʃ]        |
| Щ щ        | sch        | šč               | ŝ          | sjtsj      | shch   | schtsch | chtch | [ʃʧ]       |
| Ю ю        | iu, yu³    | ju               | û          | joe        | yu     | ju      | iou   | [ju]       |
| Я я        | ia, ya³    | ja               | â          | ja         | ya     | ja      | ia    | [jʌ]       |
| Ь ь        | ’          | ′                | ′          | -          | -      | -       | -     | [◌ʲ]       |
| ’          | ”          | -                | ’          | -          | -      | -       | -     | -          |

Noten bij het Oekraïense Nationale Systeem:
1. In de volgende gevallen is een vereenvoudigde vorm toegestaan:
  1. Dubbele medeklinkers жж, хх, цц, чч, шш kunnen worden gereduceerd tot één (bijvoorbeeld Запоріжжя - Zaporizhia).
  2. De apostrof en het zachte teken kunnen worden weggelaten, behalve in de combinaties ьо en ьї, die altijd worden weergegeven als 'o en 'i.
2. gh wordt gebruikt in de combinatie зг (zgh) om verwarring met ж (zh) te voorkomen.
3. De tweede variant heeft betrekking op het begin van een woord.

## Uitzonderingen
- In populaire transcripties worden de in eigennamen vaak voorkomende uitgangen -ський, -ий en -ій meestal weergegeven als -sky, -y en -i.
- Voor bekende eigennamen is het gebruikelijk de ingeburgerde vorm te schrijven in plaats van een vorm die aan de transcriptie- of transliteratieregels voldoet. Dat is ook het geval wanneer die ingeburgerde vorm ontleend is aan de andere taal. Zo schrijven wij Kiev, ook al is deze naam afkomstig van het Russische Kijev en niet van het Oekraïense Kyjiv.
- Bij namen van geëmigreerde of in anderszins in het buitenland levende personen gebruiken wij eerder de door deze persoon zelf gehanteerde versie, ook wanneer deze niet strookt met de romanisatieregels.
- In het geval van namen, die overduidelijk Oekraïense transcripties zijn van niet-Oekraïense namen, gebruiken wij over het algemeen de oorspronkelijke versie. Zo schrijven wij Dumoulin en niet Djoemoelen, Gongadze en niet Honhadze.

## Schrijfwijzer
Stichting Platform Samenwerking Nederland-Oekraïne heeft onder de naam 'Schrijfwijzer' vanaf 2002 ook een bijdrage geleverd aan de ontwikkeling van een systeem voor transliteratie. In dat systeem wordt voorgesteld om и én і om te zetten naar i. Deze systematiek is consistent met de wijze waarop de meeste Nederlandse media vanuit het Russisch naar het Nederlands omzetten, waarbij ы meestal i wordt en niet y.